# Hastings (Minnesota)
Hastings è una località degli Stati Uniti d'America, capoluogo della contea di Dakota, nello Stato del Minnesota.